# 緊急医療情報キット
緊急医療情報キット(きんきゅういりょうじょうほうキット)は、高齢者や障がい者の方などの緊急時の救命活動を迅速に行うために、健康保険証やかかりつけ医療機関や使っている薬、持病などの情報を予めプラクチックのボトルにセットして冷蔵庫などに保管したもの。

## 概要
自治体により、細部に異同はあるものの、概ね65歳以上の一人暮らしの高齢者、あるいは65歳以上の高齢者のみの世帯、障がい者、あるいは日中一人になることの多い高齢者に推奨されているもので、プラスチックのボトルの中に、氏名、年齢、病歴、緊急連絡先、健康保険証、お薬手帳のコピーを入れて冷蔵庫の中に保管する。
また、救急医療情報キット用意していても、救急隊にその存在が伝わっていなければ救急隊員が医療情報を確認することがないので、このようなキットを保管していることを表示するシールを、1枚は玄関ドアの内側上部に、もう1枚を冷蔵庫の外側の目立つところに貼る。
自治体により、このためのセットを該当者に無料配布している自治体もある。その場合は、上記の65歳以上の一人暮らしの高齢者、もしくは療育・精神障害者保健福祉手帳所持者・難病患者の他に、避難行動要支援者台帳登録者といった条件が課されることがある。この条件は、自治体により異なることがある。高齢者に「健康に不安を抱える」という形容詞を付している自治体、一世帯に一本限りという条件を付す自治体もある。
キットを配布していない自治体は、100円均一ショップなどでプラスチックのボトルを入手し、自分でキットを作成する手順を自治体の公式サイトで解説している所も多い。さらに、ボトルに貼る「緊急医療情報キット」のシールなどは、ダウンロードして印刷できるようにしているところもある。

## 注意
このようなキットを用意しているとの表示シールは、玄関の外に貼ると、第三者に高齢者の一人暮らし世帯と分かってしまい空き巣狙いの標的になったりする危険があるので、ドアの内側への添付は危険である。
また、このキットだけでは、万一の時の支援者が来てくれるわけではないので、緊急通報装置や有料のあんしん見守りサービスなどを併用することも必要である。